# Alina Ryżowa
Alina Alaksandrauna Ryżowa (błr. Аліна Аляксандраўна Рыжова; ur. 3 listopada 1989 roku) – białoruska zapaśniczka walcząca w stylu wolnym. Zajęła dziesiąte miejsce na mistrzostwach świata w 2012 i jedenaste na mistrzostwach Europy w 2013. Piętnasta na Uniwersjadzie w 2013. Ósma w Pucharze Świata w 2013 roku.